# Christophe Delord
Christophe Delord est un directeur de production français né à Sarcelles (Val d'Oise) en France le 6 mars 1971.

## Biographie
Christophe Delord est né à Sarcelles (Val-d'Oise) en France le 6 mars 1971, après une carrière dans le tourisme et l’événementiel, il crée sa société de production en 2004 Monumental Studio avec Gilles Prévotal et Lewis-Martin Soucy. Société qu'il quitte en septembre 2009 afin développer des projets plus personnels notamment de productions cinématographiques en Ukraine (Prima Balerina).
En 2010 il s'associe avec une photographe ukrainienne Katerine Chulkova avec laquelle il crée un studio à Kiev: dadastudio dans le but de promouvoir la production en Ukraine.

## Filmographie
- 2004 : Handicap
- 2006 : Félina (teaser)
- 2008 : Félina (production)
- 2011 : Bangkok Renaissance (directeur de promotion)
- 2014 : La Galette (producteur exécutive)
- 2014 : Chaïbia Talal (production exécutive France)

En préparation
- 2015 : Prima Balerina (Прима-балерина) (idée originale de)

## Documentaire
- 2016 : Ukraine, Renaissance d'une Nation de Bertrand Normand (producteur exécutif)
- 2016 : Irak, Renaissance d'une Nation de Jawad Bashara (producteur exécutif)

## Videoclip
- 2008 — Buddha Bar / Buddha Bar: Travel Impressions
- Producteur exécutif:

1. Body & Soul
2. In The Flat Field
3. Chico's Crew
4. Wet Draw
5. Pondy Chérie
6. Shin Den Shin
7. Light Foot
8. Groove Master
9. Moshi Moshi
10. Mister 808 & Mister 303
11. Sweet And Sour
12. Making Of Music